# Kaouther Adimi
Kaouther Adimi (Alger, 1986) és una escriptora algeriana, llicenciada en literatura moderna i en gestió internacional de recursos humans. El 2009 va decidir instal·lar-se a París després de viure a Alger, Orà i Grenoble, i es considera algeriana i francesa d'adopció. Els seus relats curts han estat distingits dues vegades amb el premi Jove Escriptor Francès de Muret (2006 i 2008) i el premi del FELIV (Festival Internacional de la Literatura i del Llibre Juvenil d'Alger, 2008). Amb la seva primera novel·la, L'envers des autres (2011), va guanyar el premi literari de la Vocació. El setembre del 2017 va publicar Les nostres riqueses (Periscopi, 2018), el llibre que l'ha consagrada en l'escena francesa i algeriana i pel qual ha obtingut el premi Renaudot dels estudiants i el premi de l'Estil 2017, i va ser seleccionat per l'Acadèmia del premi Goncourt 2017.

## Obra publicada
- L'envers des autres Arles, France] : Actes sud, 2011. ISBN 9782742797257, OCLC 725889694[3]
- Des pierres dans ma poche, Paris: Éditions du Seuil, DL 2016. ISBN 9782021302691, OCLC 948029133
- Le Sixième Œuf, nouvelle sombre, in Alger, la nuit, éditions Barzakh, 2011
- Nos richesses, éditions du Seuil, 2017. ISBN 9782363604507, OCLC 1023611160[4][5][6]

## Obra publicada en català
- Les nostres riqueses (Edicions del Periscopi, 2018)[7]
- Pedres a la butxaca (Edicions del Periscopi, 2021)